# 아앙: 라스트 에어벤더
"아앙: 라스트 에어벤더"(영어: Aang: The Last Airbender)는 2026년 개봉 예정인 미국의 무술, 판타지 애니메이션 영화로, 로런 몽고메리가 감독을 맡았다. 가수 에릭 남이 주인공 아앙의 목소리를 맡는다.